# Torre de Gaboto
La Torre de Gaboto es una torre y faro situado sobre la desembocadura del río San Juan y la orilla del río Uruguay en el parque nacional Aarón de Anchorena en Colonia, Uruguay. 
Su altura total es de 75 metros con 320 escalones y fue inaugurado en 1927. Construido en homenaje al explorador Sebastián Gaboto alberga también en su base la tumba de su constructor, Aarón de Anchorena. Es el faro más alto de Uruguay y uno de los más altos del continente. En 1976 fue declarado Monumento Histórico Nacional.
En su interior alberga, además de una luz para ayudar a la navegación, un pequeño museo con los restos arqueológicos de la zona y un depósito de agua con una capacidad de 65.000 litros.
El Correo Uruguayo emitió un sello homenaje en una edición de faros.

## Galería
El detalle de su construcción en piedra tiene detalles como la efigie de Gaboto:

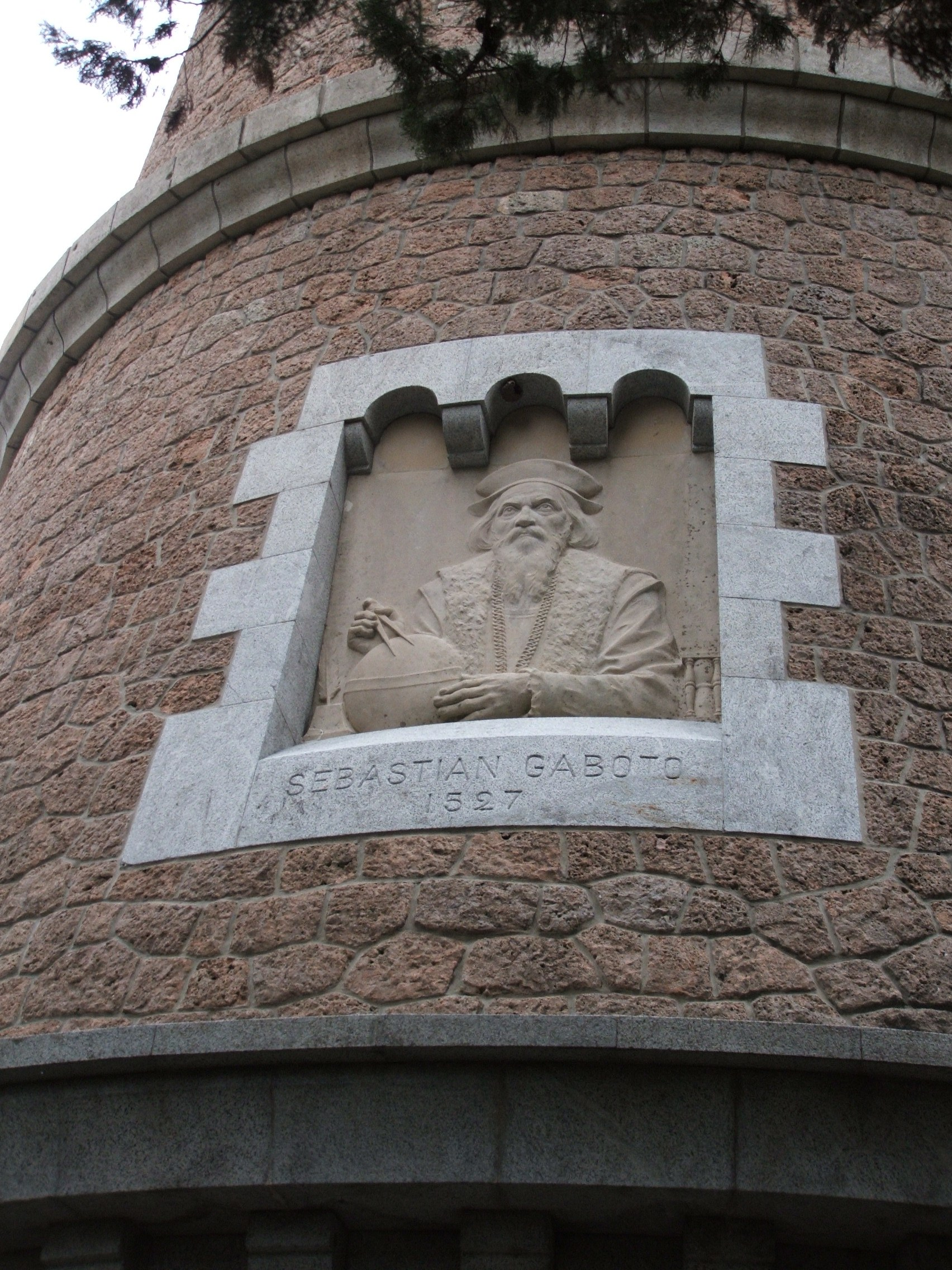
Detalle de la Torre de Gaboto en 2009.
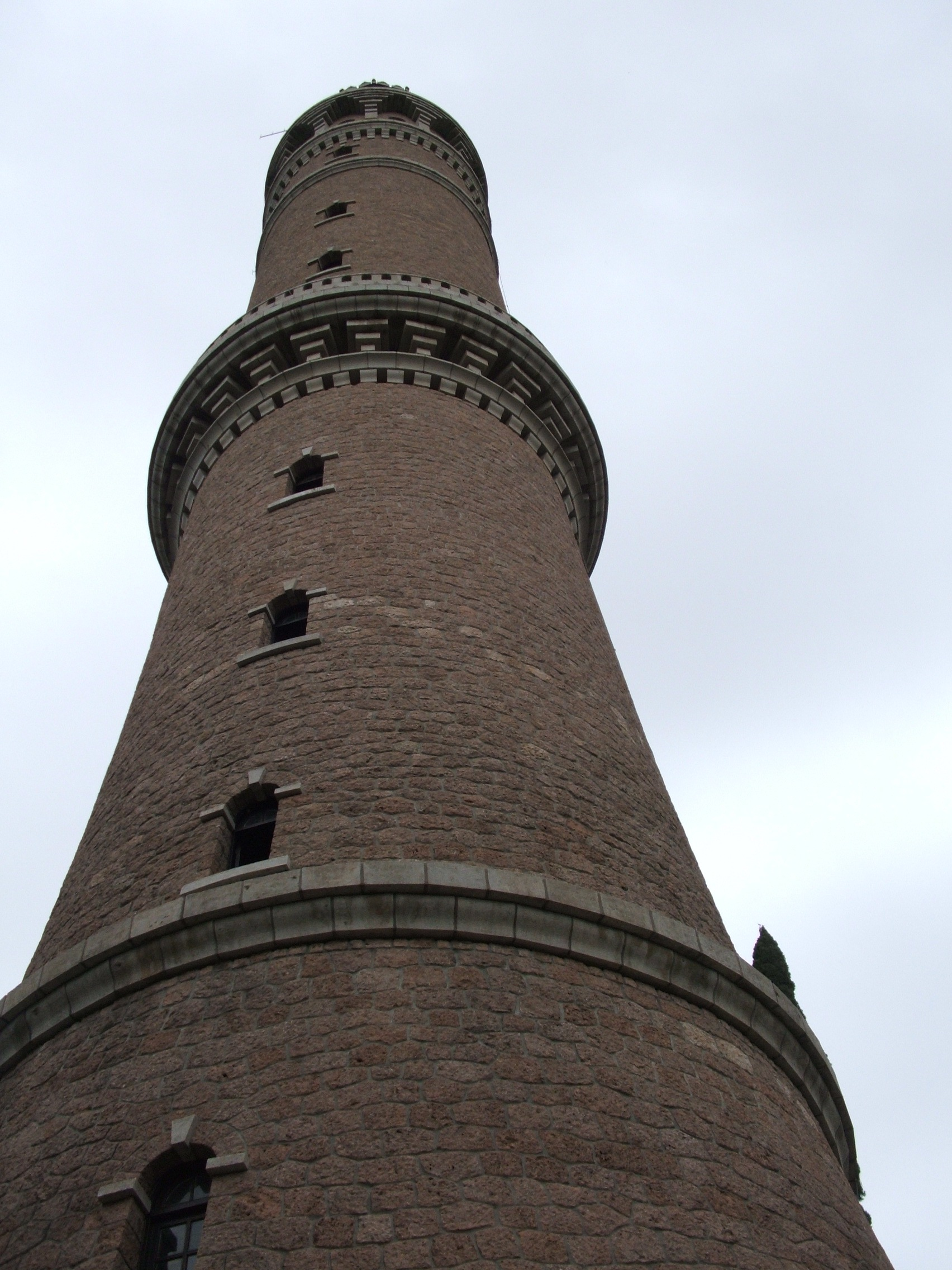
Torre de Gaboto en 2009.
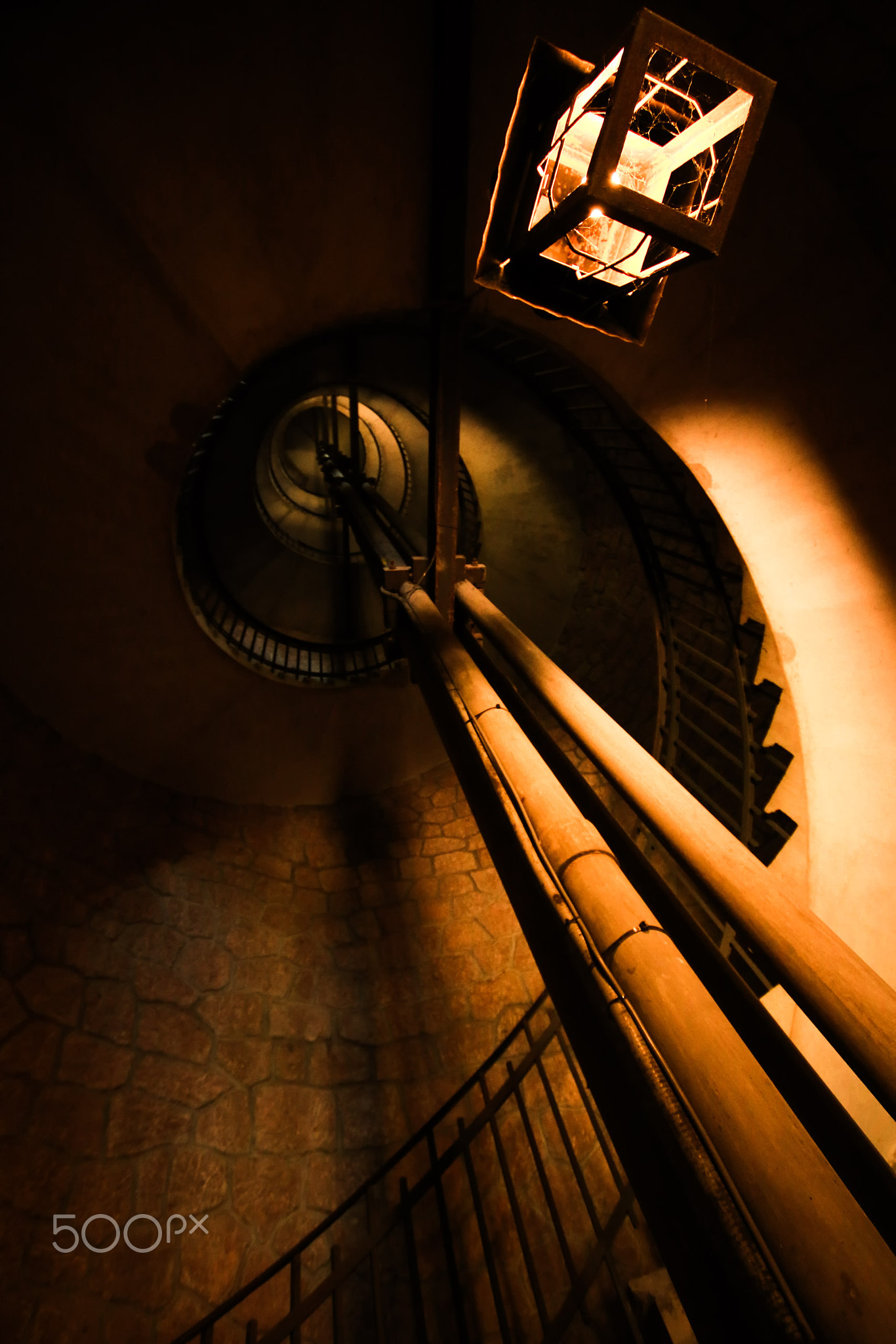
Interior de la Torre en 2015.
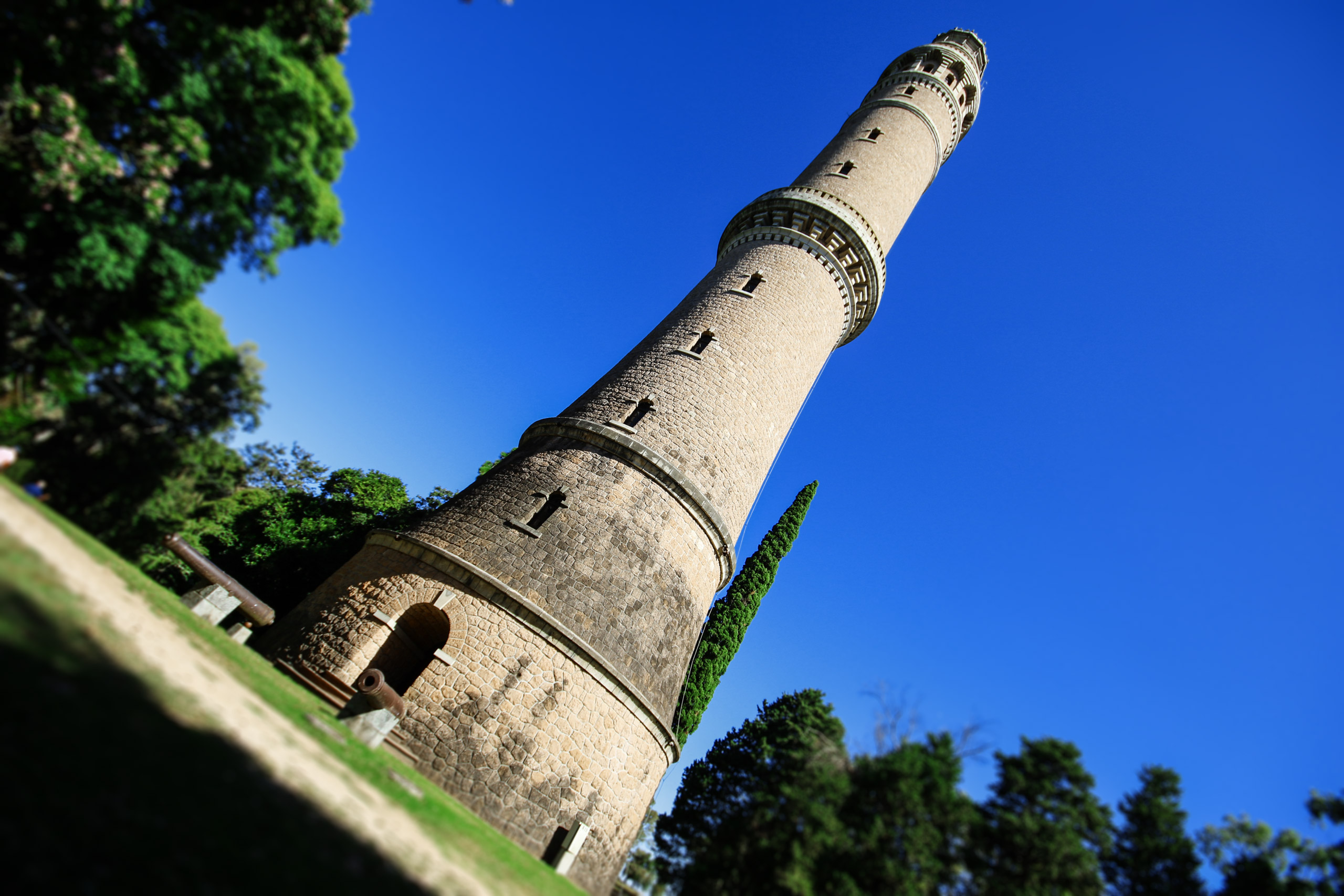
Exterior  de la torre en 2015.